# Love Massacre
Love Massacre (愛殺, Ai sha) est un film hongkongais réalisé par  Patrick Tam, sorti en 1981.

## Fiche technique
- Titre : Love Massacre
- Titre original : 愛殺, Ai sha
- Réalisation :  Patrick Tam
- Scénario : Joyce Chan
- Pays d'origine : Hong Kong
- Format : Couleurs - Mono - 35 mm
- Genre : Thriller
- Durée : 91 minutes
- Date de sortie : 1981

## Distribution
- Charlie Chin
- Ann Hui
- Tina Lau
- Brigitte Lin
- Lung Kong
- Deannie Yip
- Zhang Guozhu